# Philipp Netzer
Philipp Netzer (Bregenz, 2 ottobre 1985) è un ex calciatore austriaco, di ruolo centrocampista o difensore.

## Carriera
Ha giocato nella prima divisione austriaca.

## Palmarès

### Club

#### Competizioni nazionali
- Campionato austriaco: 1

Austria Vienna: 2005-2006
- Coppa d'Austria: 3

Austria Vienna: 2005-2006, 2006-2007, 2008-2009